# Кольбун (водосховище)
Кольбун (ісп. Lago Colbún) — водосховище на річці Мауле. Розташоване в провінції Талька регіону Мауле Чилі.